# Methacrylonitril
Methacrylonitril (IUPAC-naam: 2-methyl-2-propeennitril) is een organische verbinding met als brutoformule C4H5N. De stof komt voor als een kleurloze vloeistof met een kenmerkende geur, die matig oplosbaar is in water. Deze onstabiele verbinding wordt gestabiliseerd door toevoeging van 50 ppm 4-methoxyfenol.

## Toepassingen
Methacrylonitril wordt veelvuldig gebruikt bij de productie van homo- en copolymeren, elastomeren en plastics. Het is een intermediair in de synthese van zuren, amiden, esters en andere nitrilen. Het wordt ook gebruikt ter vervanging van acrylonitril.

## Toxicologie en veiligheid
Methacrylonitril polymeriseert hevig ten gevolge van verhitting, waardoor brand- of ontploffingsgevaar ontstaat. Het vormt bij verbranding giftige en corrosieve dampen van onder andere cyaniden en stikstofoxiden.
Methacrylonitril is irriterend voor ogen en de luchtwegen. Blootstelling aan de stof kan vergiftiging door cyaniden veroorzaken.